# Mycoplasma hominis
Mycoplasma hominis (лат.) — вид бактерий рода Mycoplasma. Как и вся микоплазма, M. hominis — мелкие микроорганизмы (0,3—0,8 мкм), не имеющие жёсткой клеточной стенки (в результате чего от внешней среды их отделяет лишь цитоплазматическая мембрана) и ярко выраженным полиморфизмом.
M. hominis встречается у взрослых и у детей. Является условно-патогенным микроорганизмом. В низком количественном содержании обнаруживается в вагинальном экссудате у 50—60 % здоровых женщин.
Колонизация микоплазмой происходит в процессе родов или половым путём. Колонизирует влагалище, уретру и шейку матки у женщин, уретру и крайнюю плоть — у мужчин. Бытовой путь распространения происходит через предметы личной гигиены (нижнее бельё, купальники, полотенца, постельное бельё).
Утверждается, что M. hominis может вызывать у человека пиелонефрит и воспалительные заболевания тазовых органов, однако с точки зрения доказательной медицины данных, которые бы подтверждали независимую роль этой микоплазмы в развитии воспалений органов малого таза, недостаточно. Длительное время М. hominis считалась возможной причиной негонококкового уретрита, но проведенные масштабные исследования показали, что у больных уретритом и здоровых людей со сходным сексуальным анамнезом частота колонизации уретры этим микроорганизмом достоверно не различается, поэтому клиническое значение М. hominis в развитии негонококкового уретрита не может считаться доказанным.
Значение M. hominis в развитии неблагоприятных исходов беременности неясно, поскольку этот микроорганизм очень редко встречается в монокультуре, а часто присутствует наряду с бактериальным вагинозом и бессимптомным бактериальным и кандидоносительством, что затрудняет оценку его истинного значения. Вероятно, M. hominis является флорой, ассоциированной с наличием вагиноза, однако не влияет на исход беременности как отдельный самостоятельный патоген.
При диагностике и лечении не следует ограничиваться только выявлением М. hominis, не оценивая количественные параметры присутствия этого микроорганизма, а главное — клинические проявления инфекции. Диагностировать наличие заболевания и назначать антибактериальную терапию при отсутствии клинических показаний, недоказанности роли М. hominis как этиологического агента и выявлении этого микроорганизма в количестве менее 104 КОЕ/мл недопустимо.